# 山漆莖唇粉蝨
山漆莖唇粉蝨（学名：Lipaleyrodes breyniae）为粉蝨科唇粉蝨屬下的一个种。